# Cristobal Tapia de Veer
Juan Cristobal Tapia de Veer, né le 18 octobre 1973, également connu sous le nom de Cristo, est un multi-instrumentiste québécois d'origine chilienne, compositeur et réalisateur artistique de musique de films et télévision basé à Montréal au Québec (Canada). Il est surtout connu pour avoir composé la bande sonore de la série britannique Utopia, pour lequel il a remporté le prix de la meilleure bande sonore originale aux Craft Awards du Royal Television Society en 2013.

## Biographie
Cristo est né pendant le coup d'état militaire au Chili. Ses parents se sont réfugiés à Paris. Par la suite, sa mère l'a ramené au Chili, alors que son père est resté en France. La vie étant toujours aussi dure sous la dictature de Pinochet, ils se sont finalement installés au Québec.

### Carrière
Cristo a obtenu une maîtrise en musique classique du Conservatoire du Québec avec une spécialisation en percussion. En 2001, il a été signé par l'étiquette Warner Music pour son groupe de musique populaire One Ton, mettant de côté pour l'instant sa carrière classique. Ce trio a remporté le Canadian Dance Music Award de SOCAN en 2003 pour la chanson électro Supersex World. C'est Cristo qui a produit l’album.
En avril 2018 il fait partie du premier jury du Festival Canneséries, sous la présidence d'Harlan Coben.
En 2011, sa bande sonore pour la série The Crimson Petal and the White (réalisé par Marc Munden, BBC2) a totalement surpris le public et reçu beaucoup d’attention médiatique. 
À la suite de ce projet, il a composé la musique pour les deux saisons de la série thriller Utopia, créée par Dennis Kelly et diffusé sur Channel 4. Dans le journal Libération, Benjamin Campion a décrit cette bande sonore ainsi : « entêtante, obsédante, déconcertante, si déconnectée de la diégèse de la série qu’elle finit par tout emporter sur son passage. »
Ses plus récentes réalisations sont la bande sonore pour Série Noire, diffusée sur Radio-Canada, et Jamaica Inn, un téléfilm réalisé pour BBC One par Phillipa Lowthorpe (gagnante du BAFTA pour Call the Midwife, première femme réalisatrice ayant remporté ce prix).
Il est, depuis le 22 octobre 2016, le compositeur de la série américaine de science-fiction humoristique Dirk Gently, détective holistique créée par Max Landis.

## Filmographie

### Cinéma

#### Longs métrages
- 2016 : The Last Girl : Celle qui a tous les dons (The Girl with All the Gifts) de Colm McCarthy
- 2019 : Les Avantages de voyager en train (Ventajas de viajar en tren) de Aritz Moreno
- 2022 : Smile de Parker Finn
- 2024 : Ponyboi de Esteban Arango
- 2024 : Babygirl de Halina Reijn
- 2024 : Smile 2 de Parker Finn

#### Courts métrages
- 2014 : Eladio y la puerta interdimensional de María Giráldez et Miguel Provencio
- 2017 : Cla'am de Nathaniel Martello-White

### Télévision
- 2008 : Mirages d'un Eldorado (documentaire) de Martin Frigon
- 2011 : The Crimson Petal and the White (mini-série) (4 épisodes)
- 2014 : Jamaica Inn (mini-série) (3 épisodes)
- 2013-2014 : Utopia (12 épisodes)
- 2015 : Humans (8 épisodes)
- 2014-2016 : Série Noire (21 épisodes)
- 2016 : National Treasure (mini-série) (4 épisodes)
- 2016 : Dirk Gently, détective holistique (Dirk Gently's Holistic Detective Agency) (8 épisodes)
- 2017 : Black Mirror - Black Museum
- 2020 : Hunters, avec AL Pacino
- 2020 : The Third Day
- 2021-2025 : The White Lotus (Saisons 1, 2 et 3 — 21 épisodes)

## Distinctions
- BAFTA - Television Craft Awards 2017 - Meilleure musique originale pour National Treasure
- Meilleure musique originale pour The Last Girl - Celle qui a tous les dons (The Girl with All the Gifts) au Festival international du film fantastique de Gérardmer 2017
- FIPA d'or - Meilleure musique originale pour National Treasure au Festival International de productions audio-visuelles FIPA 2017
- Society of Composers & Lyricists Awards (en) : meilleure musique originale pour une production télévisée (Outstanding Original Score for a Television Production) pour The White Lotus 2022[2]
- Gagnant du prix Compositeur de musique à l'image au gala SOCAN en 2023[3]